# Симптом Джейнуэя
Симптом Джейнуэя (пятна, высыпания Джейнуэя) — одно из внесердечных проявлений инфекционного эндокардита: иммуновоспалительная реакция в виде красных пятен или болезненных экхимозов на подошвах и ладонях, которые возвышаются над уровнем кожи.
Повреждения Джейнуэя похожи на узлы Ослера, имеют общее происхождение и свидетельствуют об одном и том же, поэтому существует мнение, что это один и тот же симптом, однако в большинстве медицинских справочников эти симптомы всё же разделяют.
Назван именем американского медика Э. Г. Джейнуэя, впервые описавшего его в 1899 году, хотя иногда встречается ошибочное утверждение, что симптом обязан названием Т. К. Джейнуэю.